# 030 PO 602 à 639
Les 030 PO 602 à 639 sont des locomotives de la compagnie du chemin de fer de Paris à Orléans de type 030 Bourbonnais, affectées à la traction des trains de marchandise.

## Histoire
Une série de  40 locomotives est construite entre 1877 et 1885 avec des roues motrices de 1,35 mètres de diamètre pour les lignes au relief varié.
Les locomotives sont immatriculées dans la série 601 à 640.
En 1912, quatre locomotives sont équipées d'un bissel avant et sont transformées en 130. Il s'agit des N°601, 613, 621 et 635. Elles forment la série des 130 601s à 635s.
En 1934, lors de la fusion avec la compagnie du Midi, les locomotives restantes sont numérotées dans la série 030-602 à 030-639
En 1938, lors de la création de la SNCF, elles deviennent les 4-030 C 602 à 4-030 C 639 .

## Chronologie livraisons
N° 601 à 616, livrées par la SACM à Belfort en 1877,
N° 617 à 625, livrées par la SACM à Belfort en 1878,
N° 626 à 640, livrées par la SACM à Belfort en 1885

## Caractéristiques
Empattement : 3,43 m
Poids à vide : 34,4 t
Poids en charge : 38,650 t
Poids du tender : 19,200 t
Capacité en eau du tender : 6 000 litres
Capacité en charbon du tender : 4,1 t
Diamètre des roues motrices : 1350 mm
Diamètre et course des cylindres : 450 x 650 mm
Pression dans la chaudière : 11 Bars
Surface de grille : 1,42 m2
Surface de chauffe : 147,7 m2

## Transformations
A partir de 1879 et jusqu'en 1886, toute la série reçoit un foyer du type Ten-Brink Bonnet.
En 1914, 6 locomotives sont équipées d'un dôme réchauffeur système Lencauchez .
Entre 1914 et 1925, 13 machines sont équipées d'une nouvelle chaudière en acier, timbrée à 11 bars.